# Тамица (река, впадает в Белое море)
Та́мица — река на северо-западе Архангельской области России. Протекает в Покровском сельском поселении Онежского района. Впадает в Онежскую губу Белого моря; устье находится на Онежском берегу.
Длина — 64 км.
Тамица берёт своё начало на юге Онежского полуострова, вытекая из озера Большое Тамицкое, затем протекает через озеро Малое Тамицкое и течёт в западном направлении. Крупнейшие притоки: Копосара, Колручей, Глубокий, Киркручей.
В среднем течении реки находится посёлок Ма́ложма. В нижнем течении, в селе Тамица, реку пересекает мост автодороги «Архангельск — Северодвинск — Кянда — Онега».
| Средний расход воды (м³/с) реки Тамицы по месяцам с 1980 по 1985 гг. (замеры производились на гидрологическом посту в районе с. Тамица, в 6 км от устья) |

## Топографическая карта
- Лист карты Q-37-33,34 р  Томба. Масштаб: 1 : 100 000. Состояние местности на 1984 год. Издание 1985 г.